# Port lotniczy Reus
Port lotniczy Reus – port lotniczy położony pomiędzy Constantí a Reus, w prowincji Tarragona, 5 km od Reus, 8 km od centrum Tarragony i około 88 km na południowy zachód od centrum Barcelony. W 2014 roku obsłużył ponad 850 tys. pasażerów.

## Linie lotnicze i połączenia
| Linia lotnicza   | Kierunek |
| ---------------- | --- |
| Iberia           | Sezonowo: 1. Palma de Mallorca |
| Jet2.com         | Sezonowo: 1. Belfast-International 2. Birmingham 3. Bristol 4. East Midlands 5. Edynburg 6. Glasgow 7. Leeds/Bradford 8. Londyn-Stansted 9. Manchester 10. Newcastle                                 |
| Ryanair          | Sezonowo: 1. Birmingham 2. Bruksela-Charleroi 3. Cork 4. Dublin 5. East Midlans 6. Eindhoven 7. Leeds/Bradford 8. Liverpool 9. Londyn-Stansted 10. Manchester 11. Shannon 12. Weeze                  |
| Smartwings       | Sezonowe czartery: 1. Praga |
| TUI Airways      | Sezonowo: 1. Aberdeen 2. Belfast-International 3. Birmingham 4. Bristol 5. Cardiff 6. Glasgow 7. Londyn-Gatwick 8. Manchester 9. Newcastle upon Tyne Sezonowe czartery: 1. Cork 2. Dublin 3. Shannon |
| TUI fly Belgium  | Sezonowo: 1. Bruksela |
| Vueling Airlines | Sezonowo: 1. Paryż-Orly |